# Iglesia de Santa María (Wittenberg)
La iglesia de Santa María de Wittenberg (en alemán: Stadt- und Pfarrkirche St. Marien zu Wittenberg o Stadtkirche) es la iglesia principal de la ciudad de Wittenberg, Sajonia-Anhalt, Alemania. 
Los reformadores Martín Lutero y Johannes Bugenhagen, líderes de la Reforma protestante, predicaron allí en el siglo XVI y en dicho edificio también ocurrió la primera celebración de la misa en alemán en vez de latín y la primera distribución del pan y el vino a la congregación; se le considera la iglesia de la Reforma.
En 1996, fueron declarados Patrimonio de la Humanidad por la Unesco los Monumentos conmemorativos a Lutero en Eisleben y Wittenberg siendo esta iglesia considerada a efectos individuales con la referencia 783-005 (junto con la Iglesia de Todos los Santos (Schlosskirche), el Lutherhaus (casa de Lutero), el Melanchthonhaus (casa de Philipp Melanchthon). Considerando otro bien declarado, el Reino de los jardines de Dessau-Wörlitz, la región cuenta la mayor concentración en el mundo de Patrimonio de la Humanidad.

## Historia

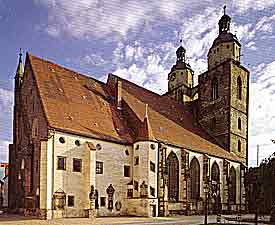
Lateral de la iglesia

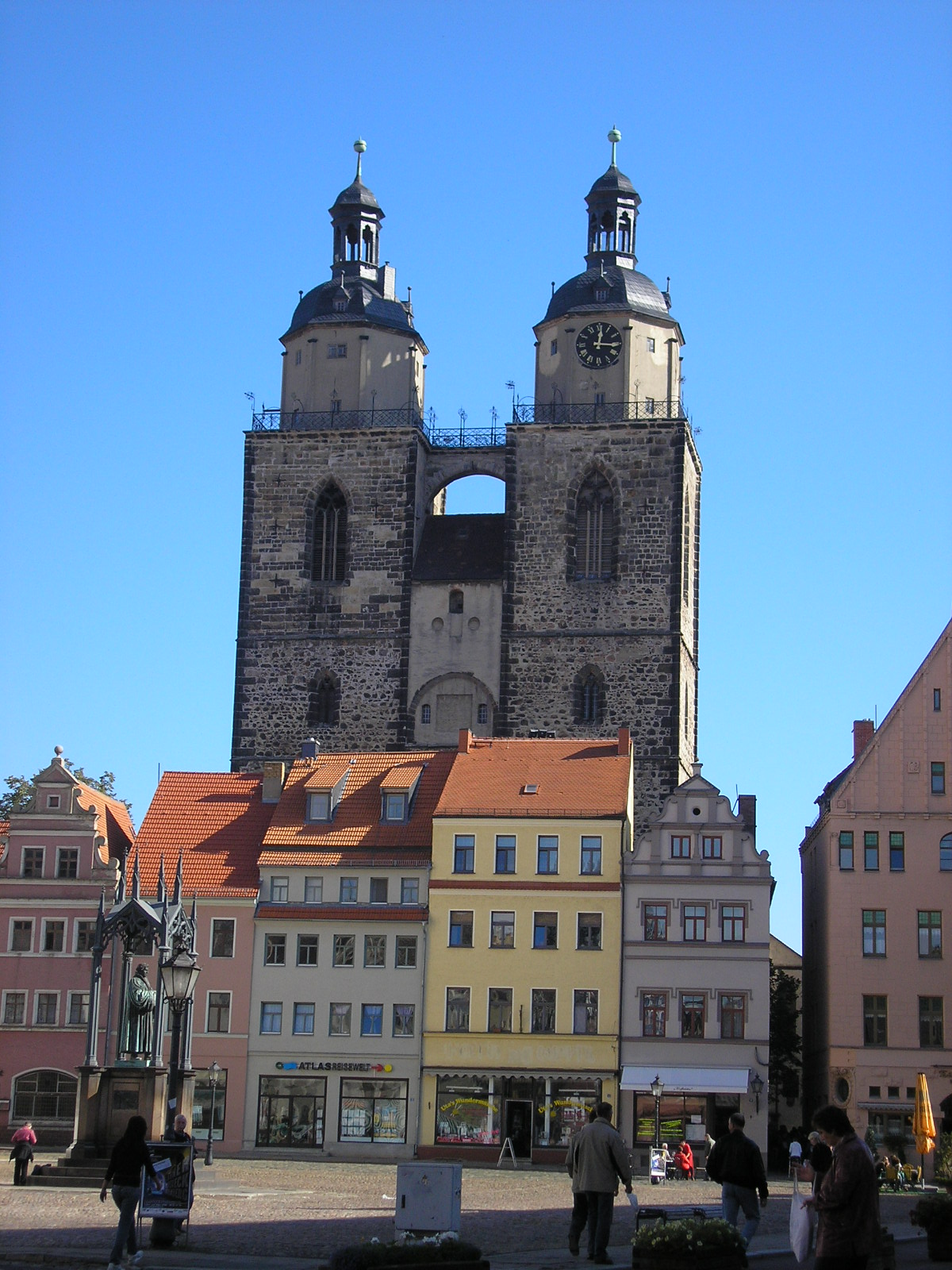
Fachada de la iglesia (2006)

La primera mención de la iglesia parroquial de Santa María data de 1187. Originalmente era una iglesia de madera en la diócesis de Brandenburgo; en 1280 se construyeron el presbiterio actual y la galería sur del coro. Entre 1412 y 1439 la nave fue reemplazada por el actual edificio de tres naves y las dos torres construidas, originalmente tenían forma de pirámides de piedra. En 1522, a raíz de la iconoclasia iniciada por Andreas Karlstadt, casi toda la decoración interior fue destruida y eliminada, dejando el Judensau medieval (escultura que muestra a una cerda con judíos) que todavía se conserva en el exterior del muro sur. En su regreso a Wittenberg, desde el castillo de Wartburg, Lutero predicó sus famosos sermones Invocavit en la Stadtkirche. En 1547, durante la Guerra de Esmalcalda, las pirámides de las torres fueron desmontadas para hacer plataformas para disponer cañones. A pesar de la guerra, un retablo del pintor Lucas Cranach el Viejo fue desvelado en la iglesia. En 1556 las plataformas fueron sustituidas por las formas octagonales que hoy sobreviven y se añadió un reloj y la vivienda de un relojero. A esto le siguió una ampliación del extremo oriental y el "Ordinandenstube" adyacente. En 1811 el interior de la iglesia fue rediseñado de acuerdo a un esquema neogótico diseñado por Carlo Ignazio Pozzi. La iglesia fue restaurada totalmente en 1928 y 1980-1983 así como desde 2010 para estar lista para la celebración del Quinto centenario de la Reforma en 2017.

## Órgano
El órgano de la iglesia de la ciudad fue construido en 1983 por la empresa constructora de órganos Sauer. Se utilizaron partes de los órganos anteriores. La gran sección media fue tomada del órgano de 1811, y algunos de los registros del órgano de 1928 también fueron reutilizados. El instrumento tiene 53 registros en tres teclados y un pedal.

## Superintendentes generales y superintendentes
De 1533 a 1817, el pastor de la Stadtkirche fue también superintendente general del Electorado de Sajonia (Kurkreis) y, por lo tanto, dicho cargo le era concedido al principal profesor de teología de la Universidad de Wittenberg.
1. Johannes Bugenhagen (1533–1558)
2. Paul Eber (1558–1569)
3. Friedrich Widebrand (1570–1574)
4. Kaspar Eberhard (1574–1575)
5. Polykarp Leyser the Elder (1576–1587)
6. David Voit (1587–1589)
7. Urban Pierius also: Birnbaum (1590–1591)
8. Polykarp Leyser the Elder (1593–1594)
9. Ägidius Hunnius the Elder (1594–1603)
10. Georg Mylius (1603–1607)
11. Friedrich Balduin (1607–1627)
12. Paul Röber (1627–1651)
13. Abraham Calov (1656–1686)
14. Balthasar Bebel (1686)
15. Caspar Löscher (1687–1718)
16. Gottlieb Wernsdorf der Ältere (1719–1729)
17. Johann Georg Abicht (1730–1740)
18. Karl Gottlob Hofmann (1740–1774)
19. Johann Friedrich Hirt (1775–1783)
20. Karl Christian Tittmann (1784–1789)
21. Karl Ludwig Nitzsch (1790–1817)

En 1817 el Congreso de Viena fusionó la Universidad de Wittenberg con la Universidad de Halle y el cargo del superintendente general fue cambiado al de superintendente, todavía sujeto al pastorado de la Stadtkirche:
1. Karl Ludwig Nitzsch (1817–1831)
2. Heinrich Leonhard Heubner (1832–1853)
3. Immanuel Friedrich Emil Sander (1853–1859)
4. Karl August Schapper (1860–1866)
5. Karl Otto Bernhard Romberg (1867–1877)
6. Georg Christian Rietschel (1878–1887)
7. Carl Wilhelm Emil Quandt (1888–1908)
8. Friedrich Wilhelm Orthmann (1908–1923)
9. Maximilian Meichßner (1926–1954)
10. Gerhard Böhm (1956–1976)
11. Albrecht Steinwachs (1976–1997)

Desde 1999 el cargo de superintendente no está sujeto a ningún pastorado, por lo que el siguiente superintendente de la jurisdicción de la iglesia de Wittenberg iglesia-círculo no es ex officio el pastor de la Stadtkirche.

## Judensau

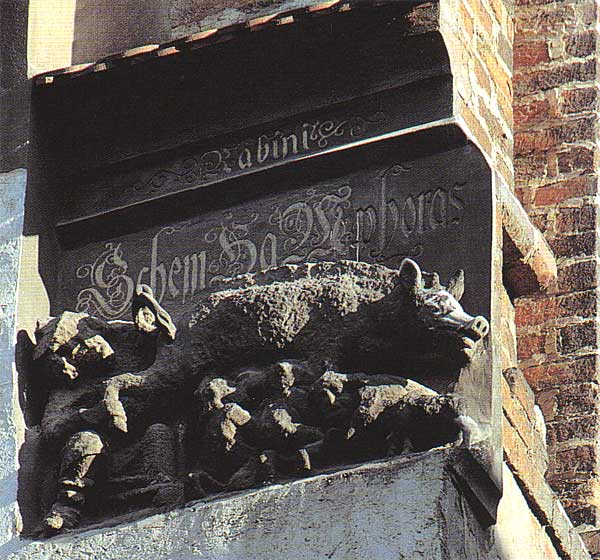
Judensau de la iglesia mencionado por Lutero

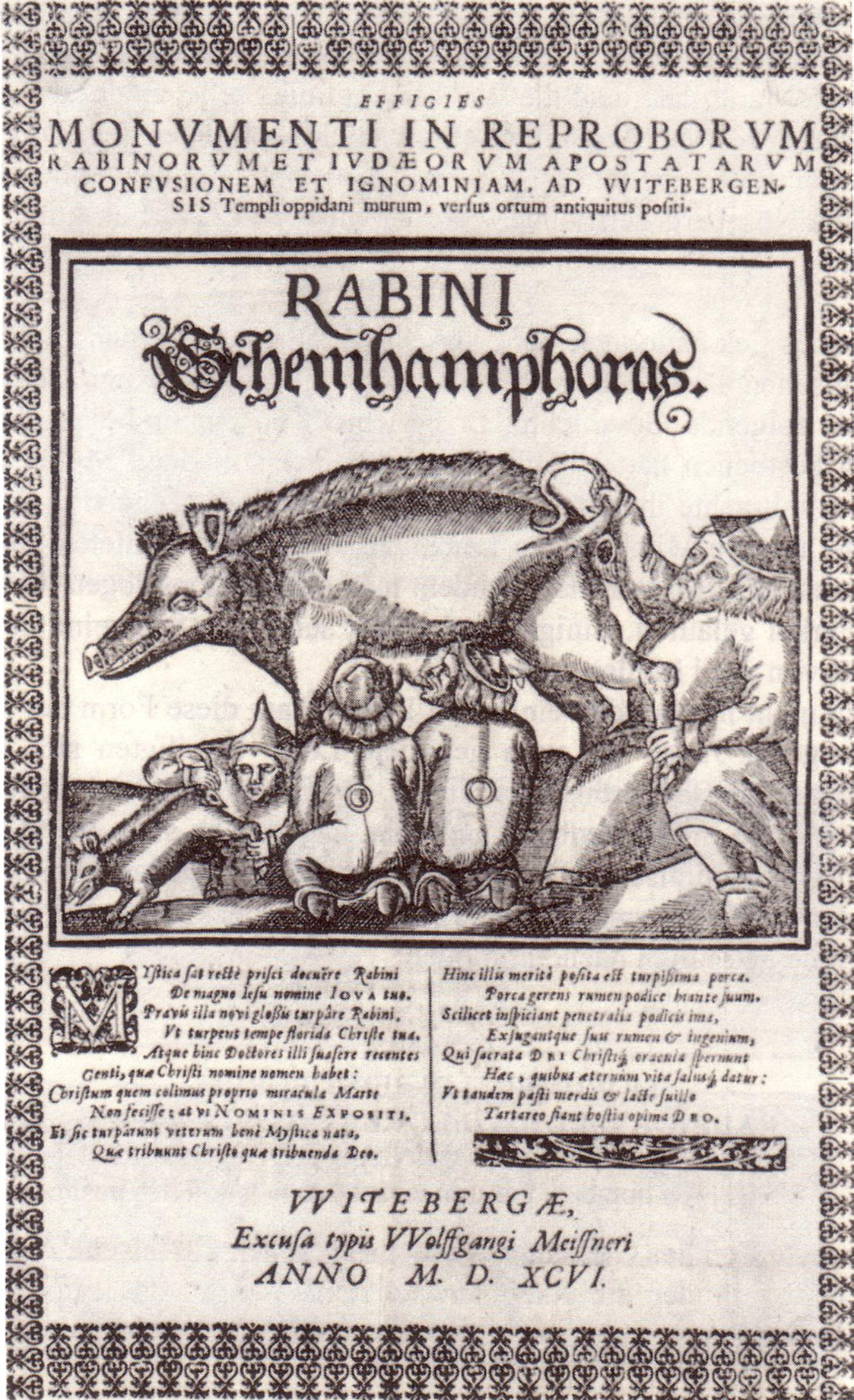
The Judensau at Wittenberg.

La fachada de la iglesia tiene un Judensau (una escultura que muestra a una cerda amamantando a judíos) desde 1305. Muestra a un rabino judío que mira debajo de la cola de la cerda y a otros judíos que beben de sus tetas. Una inscripción dice "Rabini Shem hamphoras", jerga que presumiblemente bastardizes "shem ha-meforasch" (un nombre secreto de Dios, véase Shemhamphorash). La escultura es uno de los últimos ejemplos que quedan en Alemania del "odio medieval antijudío". En 1988, con ocasión del 50 aniversario de la Kristallnacht, surgió un debate sobre el monumento, que resultó en la adición de una escultura reconociendo que durante el Holocausto seis millones de judíos fueron asesinados "bajo el signo de la cruz".
En su libro Vom Schem Hamphoras (1543), Lutero comenta la escultura Judensau en Wittenberg, haciendo eco del antisemitismo de la imagen y encontrando el Talmud en las entrañas de la cerda:

Aquí en Wittenberg, en nuestra iglesia parroquial, hay una puerca esculpida en la piedra de la que maman cerditos y judíos; detrás de la puerca se encuentra un rabino que alza la pata derecha de la cerda, le levanta el rabo y le mira con gran esfuerzo en el Talmud bajo el rabo, como si quisiera leer o ver algo muy difícil y excepcional; sin duda encontraron su Schem Hamphoras [Nombre de Dios] en ese lugar.

## Galería de imágenes

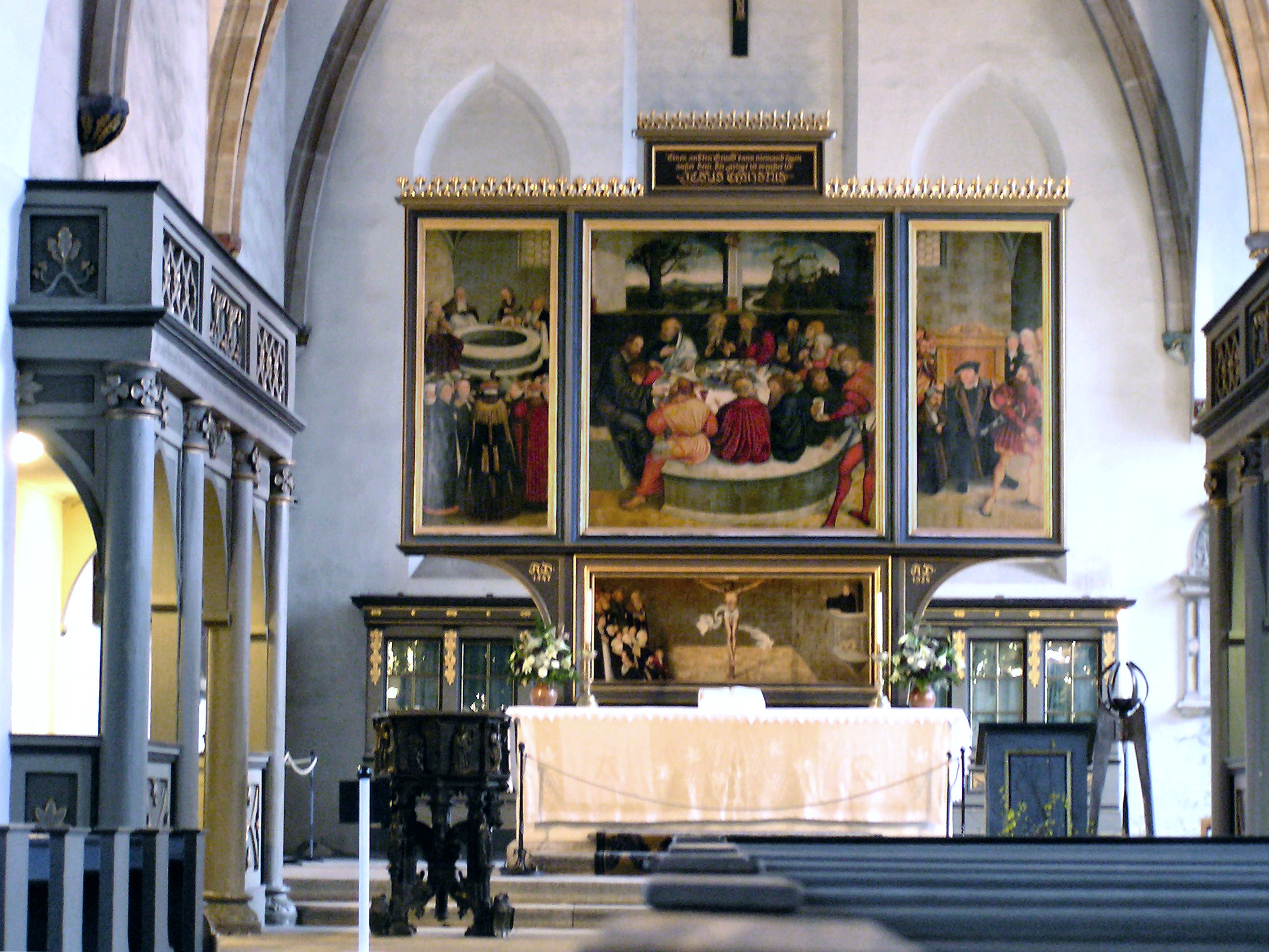
El retablo en la Iglesia de la ciudad de Wittenberg pintado por Lucas Cranach el Viejo y su hijo Lucas Cranach el Joven.
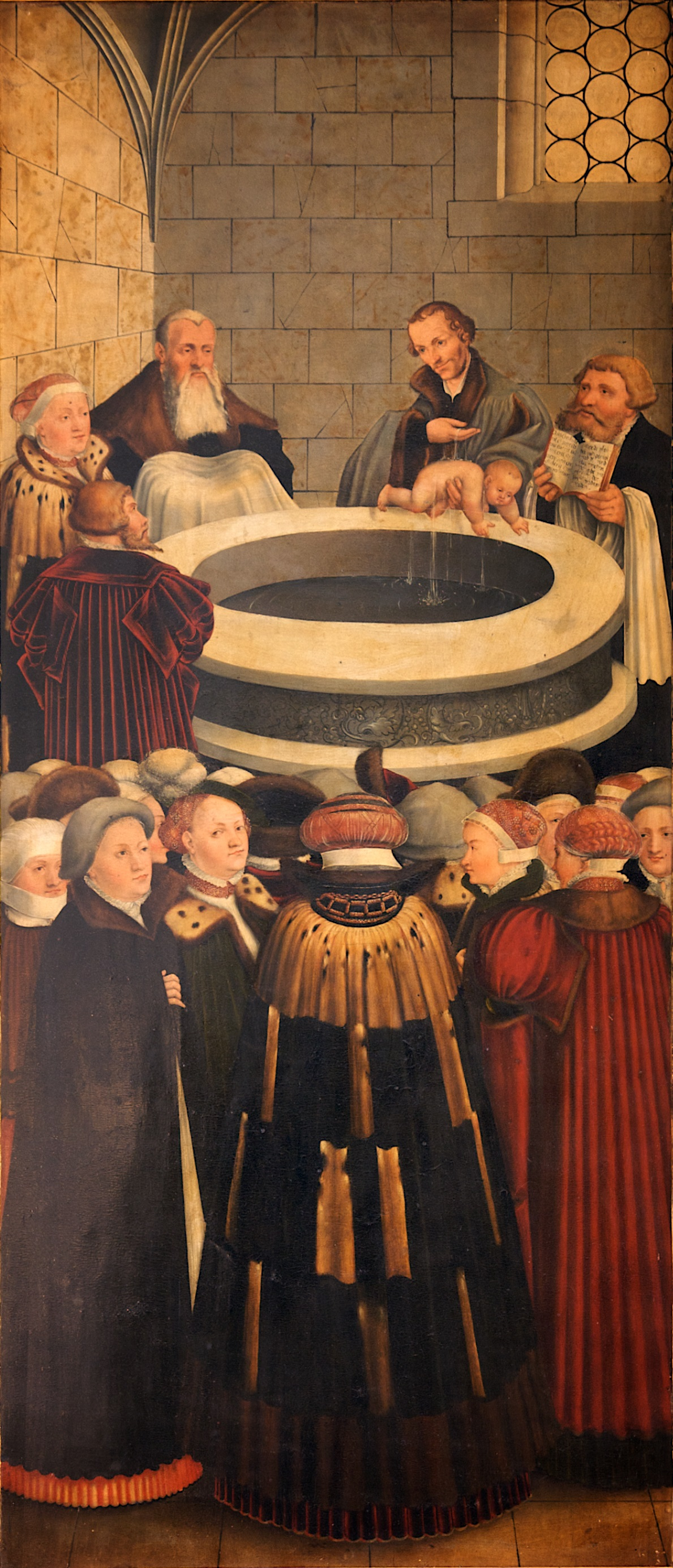
Panel izquierdo (Philipp Melanchthon administra el sacramento del bautismo).
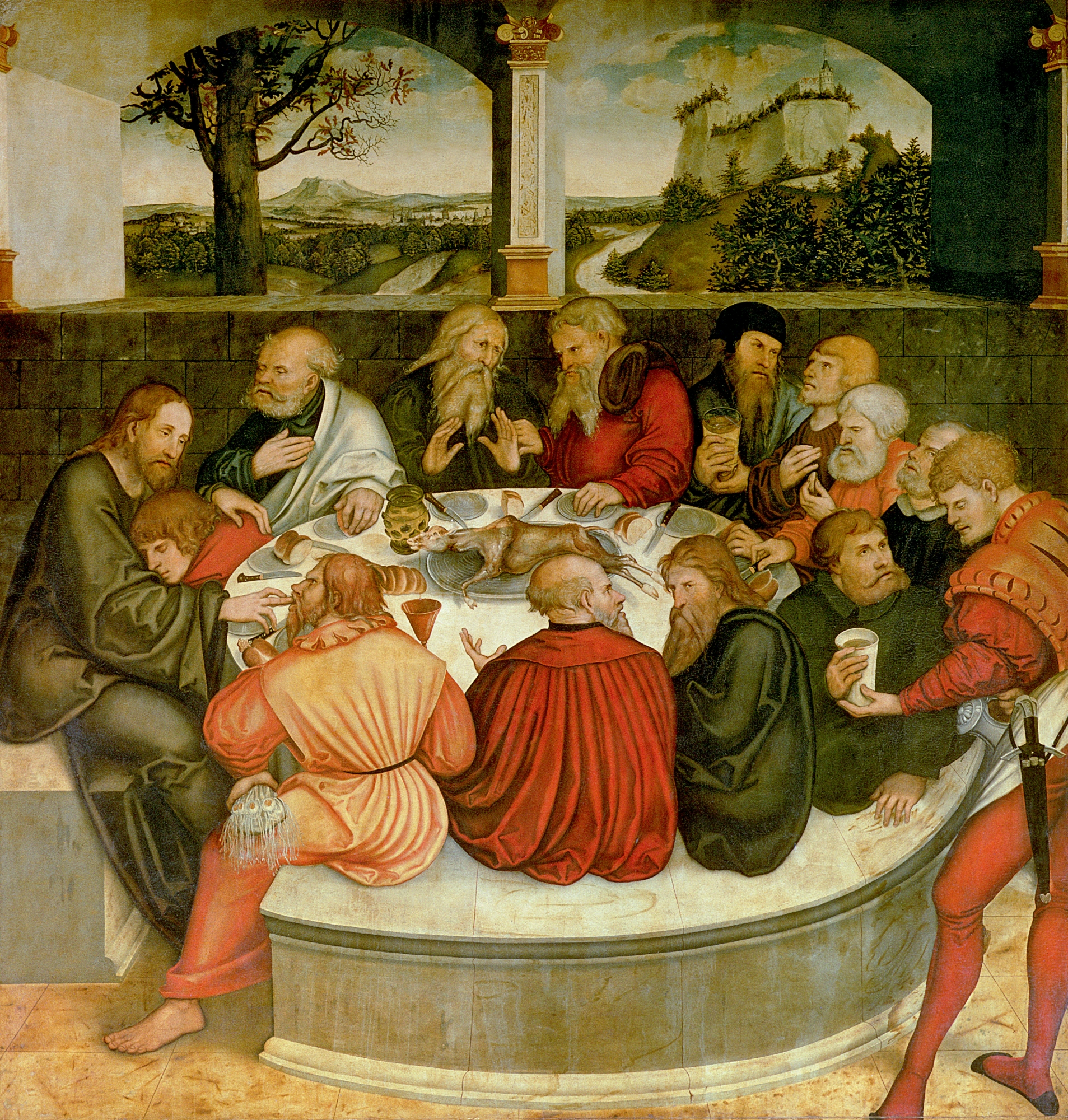
Panel central (la Última Cena o Santa Cena).
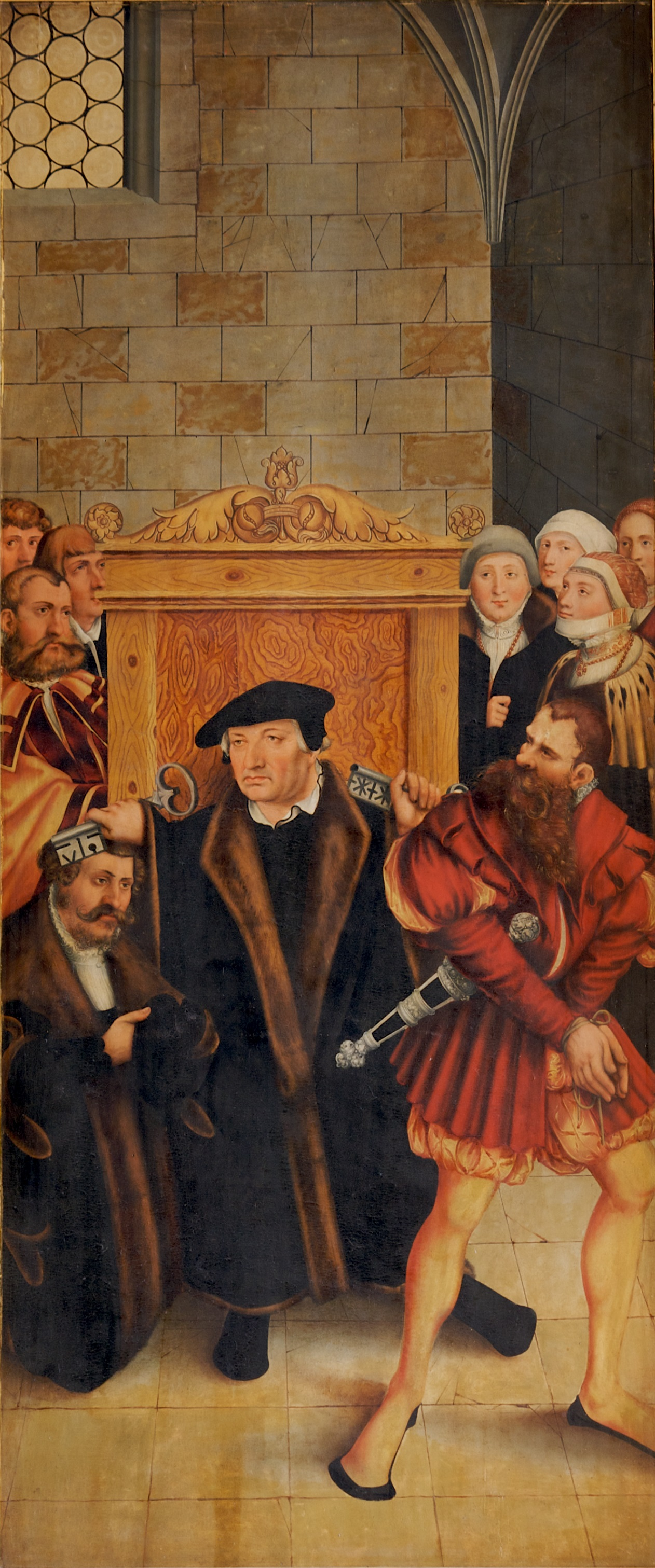
Panel derecho (Johannes Bugenhagen administra "el poder de las llaves" escuchando la confesión de los pecados y dando la absolución).
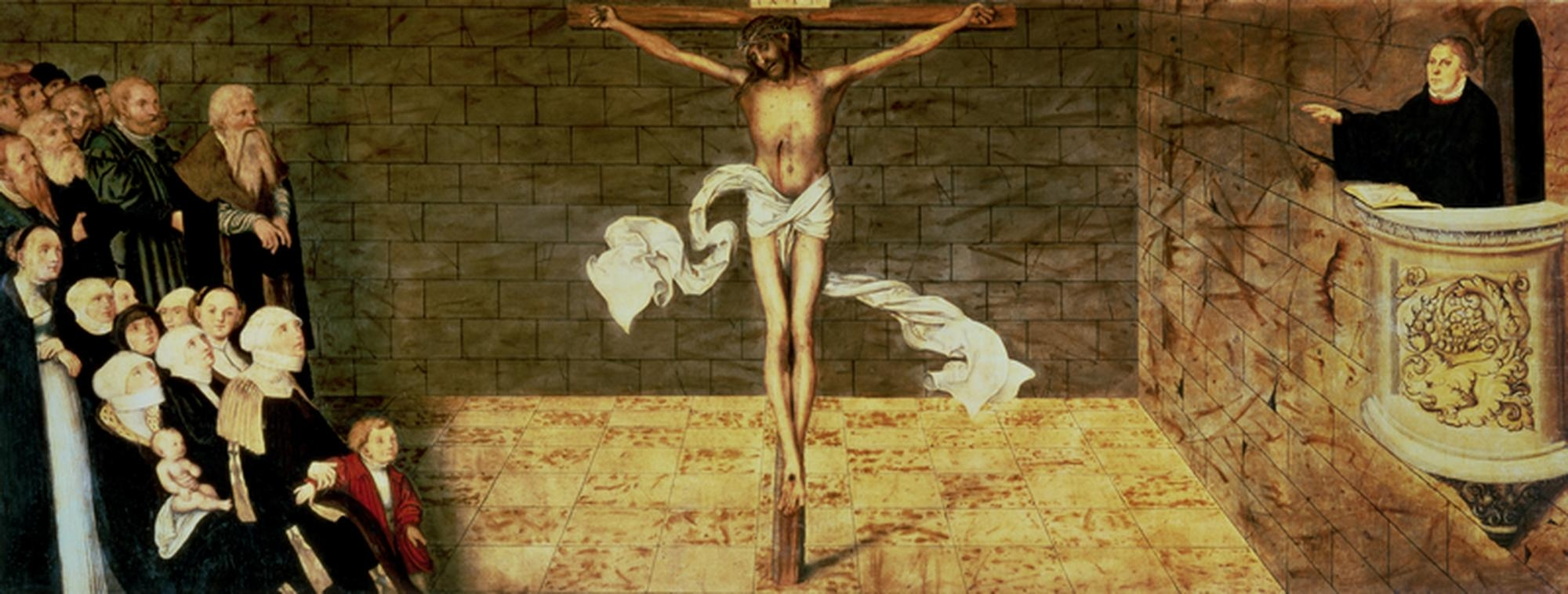
Predela (Martín Lutero predica ante un Cristo crucificado).